# كيري فولي
كيري فولي (بالإنجليزية: Kerry Foley)‏ هو لاعب كرة قدم أسترالية أسترالي، ولد في 13 نوفمبر 1953.

## وصلات خارجية
- كيري فولي على موقع AustralianFootball.com (الإنجليزية)
- كيري فولي على موقع AFLtables.com (الإنجليزية)